# Бефана приходить вночі II — Витоки
«Бефана приходить вночі II — Витоки» — італійський фентезійний кінофільм 2021 року, знятий режисером Паолою Ранді, з Монікою Беллуччі у головній ролі.

## Сюжет
Приквел фільму «Вечеря приходить вночі» (2018). Долорес (Моніка Беллуччі), добра і могутня чаклунка, навчає обдарованих дітей тому, що вміє найкраще — основ магії. Якось вона рятує Паолу — бешкетну і безстрашну дівчинку, на яку оголосив полювання жахливий барон, який ненавидить усіх відьом. Через його підступні плани існування всієї Школи чаклунства опиняється під загрозою. Для Долорес настав час показати, на що здатна добра магія.

## У ролях
- Зое Массенті — Паола / Бефана
- Моніка Беллуччі — Долорес
- Фабіо Де Луїджі — барон Де Мікеліс
- Алессандро Абер — маркіз
- Гуїя Ело — Донна Іза
- Луїджі Лучано — Сурок
- Франческо Паолантоні — монсеньйор Бастоні
- Коррадо Гуццанті — папа Бенедикт XIV
- Франческо Крістіано Руссо — Венанціо
- Массіміліано Паццалья — в'язничник
- Нікола Гуальяноне — м'ясник
- Джульєтта Ребеджані — Аніта
- Вінченцо Себастьяні — Тіволі
- Карлотта Скакко — Дзеневра
- Маріо Лучані — Чікко
- Аврора Лера — Ліна

## Знімальна група
- Режисер — Паола Ранді
- Сценаристи — Нікола Гуальяноне, Менотті
- Оператор — Герардо Госсі
- Композитори — Емануеле Боссі, Мікеле Брага
- Художник — Франческо Фріджері
- Продюсери — Андреа Оккіпінті, Томмазо Аррігі, Маттіа Гверра, Стефано Массенці, Серена Состеньї
- Кастинг-директор — Мангано Маурільйо